# Guilhotina de amígdalas
A "guilhotina de amígdalas" ou "removedor de amígdalas" foi um instrumento arcaico utilizado na medicina.
O trabalho de remoção das amígdalas utilizou por muito tempo a guilhotina tradicional, cortando fora as amígdalas infectadas. Este projeto de “dupla guilhotina” mostrava as amígdalas poderiam ser removidas ao mesmo tempo. Essas guilhotinas foram substituídas por pinças e bisturis no início do século 20, devido à alta taxa de hemorragia e da imprecisão do dispositivo, que muitas vezes deixaram vestígios
da amígdala na boca.